# Zuzanna Rzymska

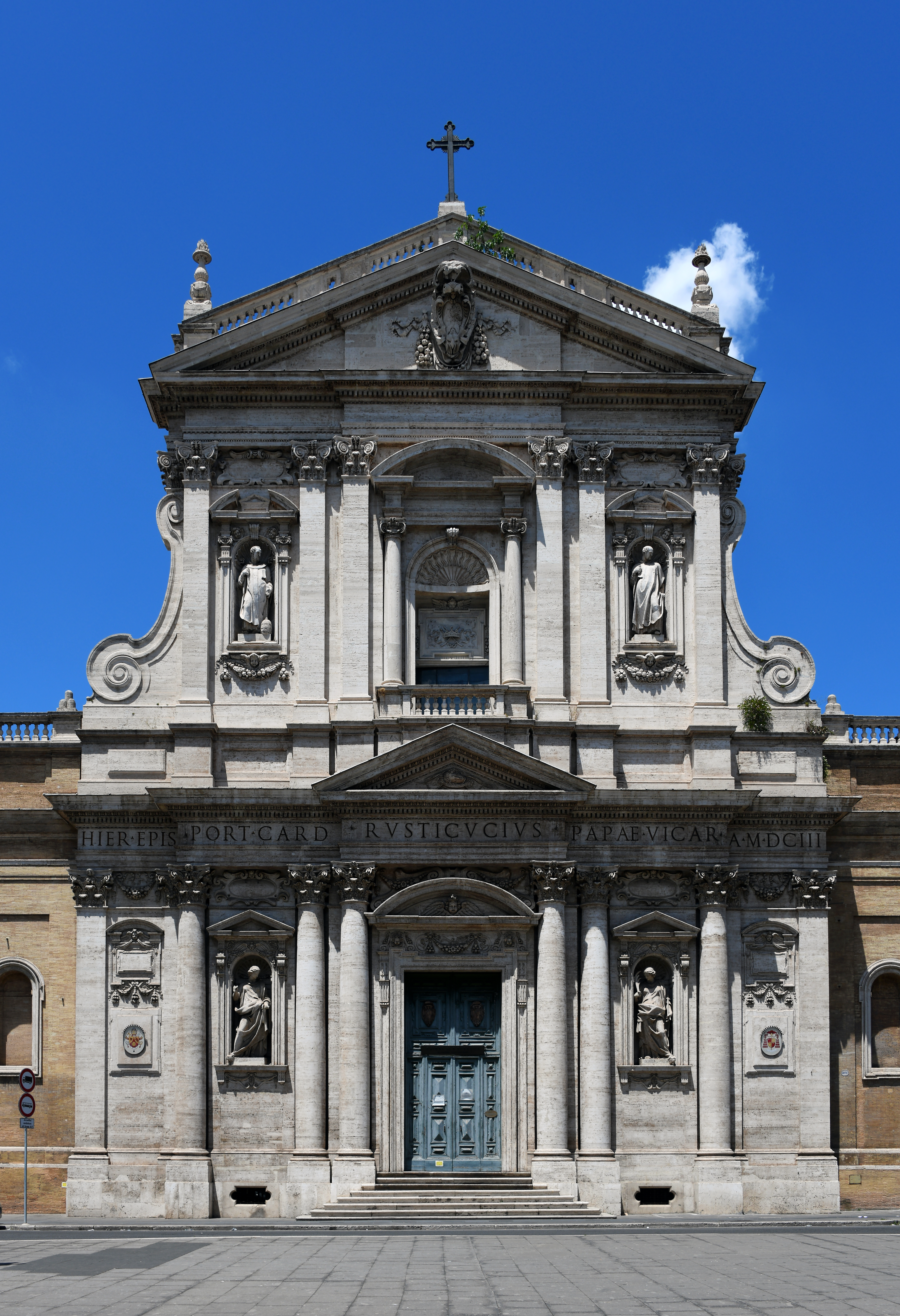
Kościół św. Zuzanny w Rzymie

Święta Zuzanna Rzymska (cs. Мученица Сосанна; zm. ok. 295 roku w Rzymie) – rzekoma męczennica chrześcijańska, święta Kościoła katolickiego i prawosławnego.

## Życiorys
Współcześnie istnieją przypuszczenia, że Zuzanna faktycznie nie istniała, a jej legenda została wymyślona, żeby uzasadnić miano kościoła noszącego jej imię .

### Legenda
Jej rodzina pochodziła z Dalmacji i była powiązana z cesarzem Dioklecjanem. Jej ojciec Gabinus (prezbiter) oraz jego brat Kajus, po nawróceniu na chrześcijaństwo, zostali wyświęceni na kapłanów, a w 283 roku Kajus został wybrany biskupem Rzymu (papieżem). Zuzanna również postanowiła poświęcić swe życie i dziewictwo Bogu. 
W 293 roku celem zapewnienia sukcesji wyznaczonemu przez siebie następcy i zachowania władzy w kręgu rodzinnym, cesarz Dioklecjan ogłosił zaręczyny Zuzanny z młodym generałem Maksentiusem Galeriusem. Zuzanna odmówiła, dochowując wierności uprzednio podjętej decyzji oddania swego życia Chrystusowi. Decyzja ta wywołała zamieszanie w rodzinie Zuzanny. Część rodziny, która przyjęła chrześcijaństwo, pochwalała decyzję Zuzanny; część pogańska nalegała na przyjęcie propozycji cesarskiej. Wkrótce pojawiły się podejrzenia o wyznawanie przez Zuzannę i jej najbliższych nielegalnej wówczas w cesarstwie rzymskim wiary chrześcijańskiej. Poproszona przez konsula rzymskiego Macedoniusza o wykazanie lojalności względem cesarstwa w akcie oddania czci rzymskiemu Jowiszowi – również odmówiła. Pokrewieństwo z cesarzem uchroniło ją jednak przed natychmiastowym aresztowaniem. Dopiero bezpośredni rozkaz Dioklecjana, który dowiedział się o powodach odrzucenia jego propozycji przez Zuzannę, spowodował jej aresztowanie i śmierć męczeńską przez ścięcie. Podobny los spotkał jej ojca (zagłodzonego w więzieniu) oraz jego niechrześcijańskich braci i ich rodziny. Stryj Zuzanny – papież Kajus – uniknął śmierci, ukrywając się w katakumbach.

## Kult
W Rzymie znajduje się kościół tytularny pod wezwaniem św. Zuzanny, stojący w miejscu, gdzie miał stać jej dom rodzinny. W kościele tym znajdują się relikwie św. Zuzanny i jej ojca – św. Gabinusa.  
Obowiązkowe wspomnienie św. Zuzanny w Kościele katolickim, przypadające 11 sierpnia, zawarte jest w Mszale z 1962 roku używanym przez niektóre katolickie zgromadzenia tradycyjne. W tychże zgromadzeniach tego dnia obowiązuje czerwony kolor szat liturgicznych. Niemniej z racji wątpliwości co do historyczności Zuzanny Watykan usunął jej imię z kalendarza liturgicznego. 
Cerkiew prawosławna wspomina męczennicę 11/24 sierpnia, tj. 24 sierpnia według kalendarza gregoriańskiego.